# Креховский Апостол
Креховский Апостол (укр. Крехівський Апостол) — анонимный творческий перевод с Брестской Библии на западнорусский язык («проста мова») второй половины XVI века. Хранится в Львовской научной библиотеке имени В. Стефаника.

## История
Точная дата написания рукописи неизвестна, возможно, около 1581 года. Рукопись была обнаружена грекокатолическим священником Иосифом Боцяном в 1925 году в Креховском монастыре (Львовская область).
Язык Креховского Апостола анализировали украинские языковеды Василий Лев в статье Apostol Krechowski (14 том Prace Filologiczne) и Иван Огиенко в книге («Українська літературна мова XVI ст. і український Крехівський Апостол»). Вопрос языковой основы текста памятника обсужден в недавней статье.